# Sochinsogonia piceata
Sochinsogonia piceata är en insektsart som först beskrevs av Capco 1959.  Sochinsogonia piceata ingår i släktet Sochinsogonia och familjen dvärgstritar. Inga underarter finns listade i Catalogue of Life.